# キープ・ザ・ホーム・ファイアーズ・バーニング
「キープ・ザ・ホーム・ファイアーズ・バーニング」 ("Keep The Home Fires Burning") は、2000年にブルートーンズが発表した楽曲。
彼らの3枚目のアルバム『サイエンス・アンド・ネイチャー』の先行シングルとしてリリースされ、全英13位を記録。またこの曲のPVは映画監督のエドガー・ライトが監督しており、2002年のシングル「アフター・アワーズ」のPVも彼が手がけている。
イントロのトランペットの音は、スコットが「どうしても入れたい！」と主張して録音されたが、ライヴで演奏される際には割愛されている。ちなみに第一次世界大戦時の流行歌にも同名の楽曲が存在するが、関連は不明。
また、カップリング曲の「Armageddon (Outta Here)」は正式にはブルートーンズの楽曲ではなく、コメディアンのマット・ルーカスによるお遊びの曲である。

## シングル収録曲
- CD1

1. Keep The Home Fires Burning
2. Armageddon (Outta Here)
3. The Favourite Son

- CD2

1. Keep The Home Fires Burning
2. Be Careful What You Dream
3. Please Stop Talking
4. Keep The Home Fires Burning (enhanced video)

- Cassette / 7"

1. Keep The Home Fires Burning
2. Please Stop Talking

- CD Promo

1. Keep The Home Fires Burning (Radio edit)
2. Keep The Home Fires Burning